# Dziesławice (województwo dolnośląskie)

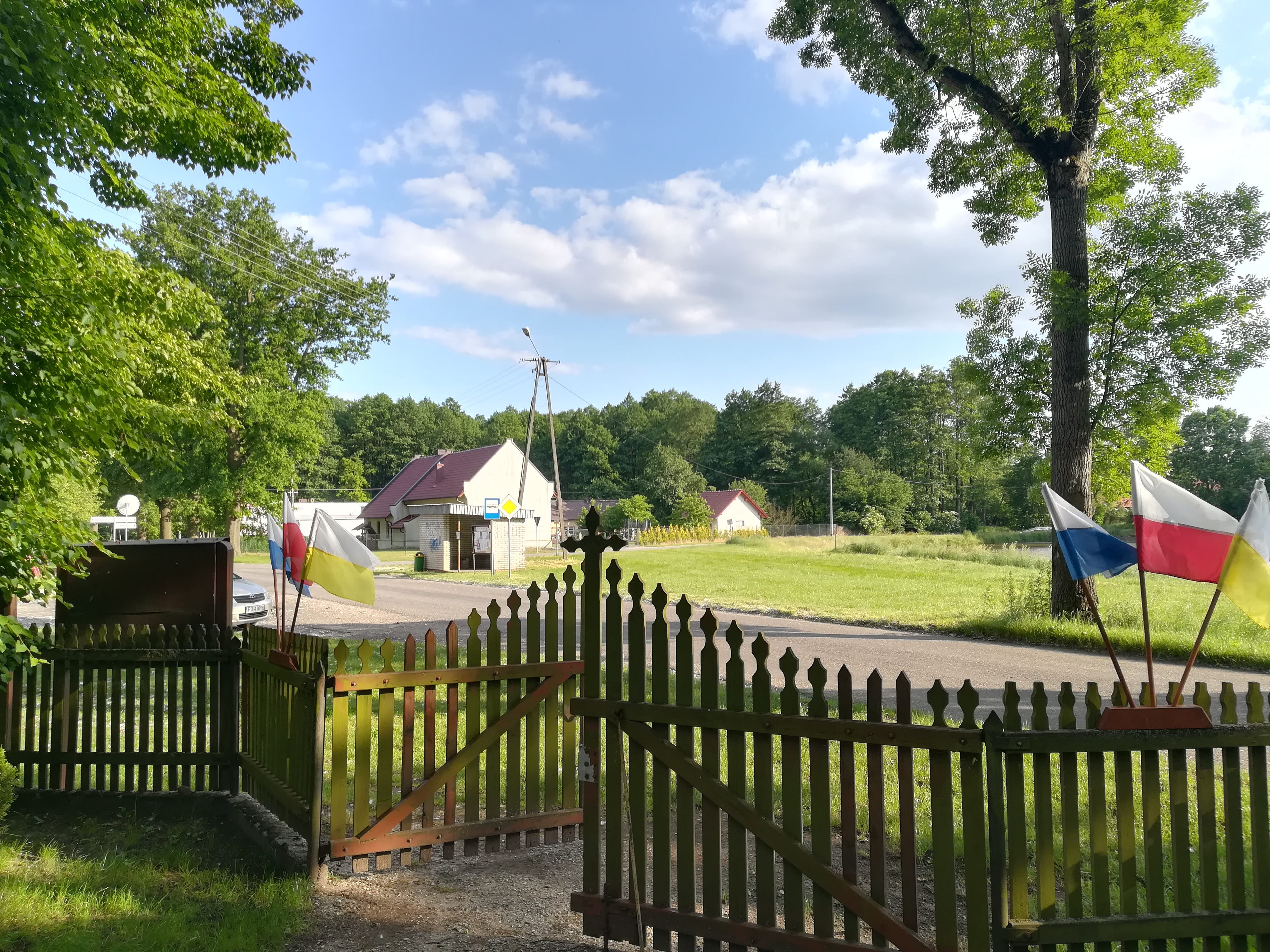
Fragment wsi

Dziesławice (niem. Distelwitz) – wieś w Polsce położona w województwie dolnośląskim, w powiecie oleśnickim, w gminie Międzybórz.

## Podział administracyjny
W latach 1975–1998 miejscowość administracyjnie należała do województwa kaliskiego.

## Nazwa
Według niemieckiego językoznawcy Heinricha Adamy’ego nazwa miejscowości należy do grupy nazw patronomicznych i pochodzi od staropolskiego imienia założyciela oraz pierwszego właściciela Dzierżysława. Imię to złożone z dwóch członów Dzierży- ("trzymać") i -sław ("sława") oznaczało "tego, który posiada sławę". W swoim dziele o nazwach miejscowości na Śląsku wydanym w 1888 roku we Wrocławiu Adamy wymienia jako najstarszą zanotowaną po łacinie nazwę miejscowości Dislawice podając jej znaczenie "Dorf des Dirislaw" czyli po polsku "Wieś Dzierżysława". Pierwotna polska nazwa została później przez Niemców fonetycznie zgermanizowana na Distelwitz tracąc swoje pierwotne znaczenie.
W księdze łacińskiej Liber fundationis episcopatus Vratislaviensis (pol. Księga uposażeń biskupstwa wrocławskiego) spisanej za czasów biskupa Henryka z Wierzbna w latach 1295–1305 miejscowość wymieniona jest w zlatynizowanej formie villa Zyczlai. W alfabetycznym spisie miejscowości na terenie Śląska wydanym w 1830 roku we Wrocławiu przez Johanna Knie wieś występuje pod polską nazwą Dislawic oraz nazwą zgermanizowaną Distelwitz.

## Zabytki
Do wojewódzkiego rejestru zabytków wpisany jest:
- kościół filialny pw. Trójcy Świętej, drewniany, o konstrukcji zrębowej, z lat 1667-1670, na podmurówce kamiennej z wieżą o konstrukcji słupowej. Zastąpił wcześniejszą świątynię wzmiankowaną w 1305[9].